# Seznam prezidentů Ghany

Vlajka ghanského prezidenta
Poměr stran: 2:3

V následující tabulce jsou uvedeni prezidenti Ghany.
V letech 1957–1960 byl Kwame Nkrumah, předsedou vlády podle britského vzoru. Hlavou státu byla britská královna 	Alžběta II.
| Jméno                    | Uvedení do úřadu  | Odchod z funkce   | Poznámky                                                 |
| ------------------------ | ----------------- | ----------------- | -------------------------------------------------------- |
| První republika          |                   |                   |                                                          |
| Kwame Nkrumah            | 1. července 1960  | 24. února 1966    |                                                          |
| Joseph Ankrah            | 24. února 1966    | 2. dubna 1969     | státní převrat, Předseda Rady národního osvobození       |
| Akwasi Afrifa            | 2. dubna 1969     | 7. srpna 1970     | Předseda Rady národního osvobození                       |
| Nii Amaa Ollennu         | 7. srpna 1970     | 31. srpna 1970    | Předseda Prezidentského výboru                           |
| Druhá republika          |                   |                   |                                                          |
| Edward Akufo-Addo        | 31. srpna 1970    | 13. ledna 1972    | Předseda Prezidentského výboru                           |
| Ignatius Kutu-Acheampong | 13. ledna 1972    | 5. července 1978  | státní převrat, Předseda Rady národní spásy              |
| Frederick Akuffo         | 5. července 1978  | 4. června 1979    | Předseda Nejvyšší vojenské rady                          |
| Jerry Rawlings           | 4. června 1979    | 24. září 1979     | Předseda Revolučního výboru ozbrojených sil              |
| Hilla Limann             | 24. září 1979     | 31. prosince 1981 |                                                          |
| Jerry Rawlings           | 31. prosince 1981 | 1992              | státní převrat, Předseda Dočasného výboru národní obrany |
| Třetí republika          |                   |                   |                                                          |
| Jerry Rawlings           | 1992              | 7. ledna 2001     |                                                          |
| John Agyekum Kufuor      | 7. ledna 2001     | 7. ledna 2009     |                                                          |
| John Atta Mills          | 7. ledna 2009     | 24. července 2012 |                                                          |
| John Mahama              | 24. července 2012 | 7. ledna 2017     |                                                          |
| Nana Akufo-Addo          | 7. ledna 2017     | 7. ledna 2025     |                                                          |
| John Mahama              | 7. ledna 2025     | (ve funkci)       |                                                          |